# Смерилли, Алессандра
Алессандра Смерилли (итал. Alessandra Smerilli; род. 14 ноября 1974, Васто, Абруцци) — итальянская монахиня и ватиканская куриальная сановница, член женской монашеской конгрегации Дочерей Марии Помощницы Христиан. Заместитель секретаря Дикастерии по содействию целостному человеческому развитию с 24 марта по 26 августа 2021. Секретарь ad interim Дикастерии по содействию целостному человеческому развитию с 26 августа 2021 по 23 апреля 2022. Секретарь Дикастерии по содействию целостному человеческому развитию с 23 апреля 2022.

## Ранние годы
Алессандра Смерилли родилась 14 ноября 1974 года в Васто, Италия.